# Siberian Husky
Siberian Husky er en hunderace i familie med Samojede og Alaskan malamute. Den bliver brugt som slædehund og dna-analyser viser at denne race er blandt de ældste hunderacer.
Ordet "husky Arkiveret 21. december 2014 hos  Wayback Machine" stammer fra "eski" og henviser til eskimoer.
Racen stammer oprindeligt fra tjukter-folket i det nordøstlige Sibirien (Rusland). Den er blandt andet importeret til Grønland.
Det er en hunderace, som er drevet af instinkt, og de kan være vanskelige at træne. De er særdeles energiske og skal have meget motion, hvis rastløshed skal undgås. Som slædehunde er de hurtige i konkurrencer og klarer sig bedst i kortdistanceløb.
Det er en hund af spidshundetypen og knytter sig ofte til en person i familien.